# Order Korony Tajlandii
Order Najszlachetniejszy Korony Tajlandii (taj. เครื่องราชอิสริยาภรณ์อันมีเกียรติยศยิ่งมงกุฎไทย), daw. Order Korony Syjamu – siódme w kolejności tajlandzkie odznaczenie państwowe.
Obecnie dzieli się na osiem klas:
| Klasy           | Nazwa polska             | Nazwa angielska     | Baretka |
| Klasa specjalna | Kawaler Wielkiej Wstęgi  | Knight Grand Cordon |         |
| I klasa         | Kawaler Krzyża Wielkiego | Knight Grand Cross  |         |
| II klasa        | Kawaler Komandor         | Knight Commander    |         |
| III klasa       | Komandor                 | Commander           |         |
| IV klasa        | Towarzysz                | Companion           |         |
| V klasa         | Członek                  | Member              |         |
| VI klasa        | Złoty Medal              | Gold Medal          |         |
| VII klasa       | Srebrny Medal            | Silver Medal        |         |